# Zajelšje
Zajelšje – wieś w Słowenii, w gminie Ilirska Bistrica. W 2018 roku liczyła 56 mieszkańców.